# Neopomacentrus filamentosus
Neopomacentrus filamentosus är en fiskart som först beskrevs av Macleay 1882.  Neopomacentrus filamentosus ingår i släktet Neopomacentrus och familjen Pomacentridae. Inga underarter finns listade i Catalogue of Life.